# Cour des fermages
La Cour des fermages, ou parfois Cour aux fermages (chinois : 收租院 ; pinyin : shōuzū yuàn), est un ensemble de 114 sculptures grandeur nature en terre séchée, représentant une scène de la vie rurale dans le domaine d'un riche propriétaire terrien sichuanais, Liu Wencai (刘文彩), dans le xian de Dayi, à l'époque de la Chine impériale et de la république de Chine avant l'instauration de la république populaire de Chine par Mao Zedong.
Présentée pour la première fois en juin 1965, cette œuvre a été créée par une équipe de cinq sculpteurs (dont Wáng Guānyǐ (王官乙) et Wu Mingwan) et dix étudiants de la section sculpture de l'école des beaux-arts du Sichuan, sous la conduite de Zhào Shùtóng (赵树桐). La scène se déroule dans la cour de la vaste demeure de Liu Wencai, qui s'étend sur plus de 70 000 m2. Au-dessus de la porte principale est inscrit 【爱福宜年】(signifiant « Année appropriée d'amour et de fortune »). En pleine révolution paysanne, ce riche et cruel propriétaire était déjà l'objet de nombreuses caricatures.
Liu Wencai incarne l'archétype du propriétaire terrien féodal, exploitant la population rurale sur ses terres. L'œuvre fait partie du courant du réalisme socialiste. Plusieurs copies en ont été réalisées.
On y voit les ouvriers maltraités par le propriétaire et ses gros bras. Les ouvriers craignent de se faire châtier si l'impôt qu'ils versent au propriétaire n'était pas assez élevé. On enlève leurs enfants à de jeunes mères pour que leur lait serve à préserver la jeunesse du propriétaire. Tous les personnages reposent sur les témoignages d'anciens ouvriers de la ferme. La création s'est faite les portes grandes ouvertes et les anciens ouvriers de la ferme ont servi de modèles dans leur propre rôle, pouvant suivre l'ensemble du processus de création.
96 personnages représentent les paysans, injustement maltraités, et 18 le fermier et ses proches, cruels et injustes. Au moment de sa création qui a duré quatre mois, aucune sculpture ne devait coûter plus de l'équivalent d'un euro, de la terre séchée à donc été utilisée, des billes noires ont été utilisées pour renforcer les regards des personnages déjà très expressifs et quelques objets réels ont été ajoutés à l'ensemble des scènes de l'œuvre.
Une reproduction de l'œuvre en fibre de verre a été réalisée à Chongqing en 1977 pendant la révolution culturelle, qui a ainsi pu faire le tour de musées de par le monde. Certains personnages y ont légèrement été changés. Un professeur du musée d'art de Chongqing (重庆美术馆) a pour projet de faire une reproduction en bronze.